# 布罗德黑德 (肯塔基州)
布罗德黑德（英語：Brodhead），是美国肯塔基州的一座城市。建立于1868年，面积约为4.7平方公里（1.8平方英里）。根据2010年美国人口普查，该市的人口为1,211人。